# Epipactis capellonensis
Epipactis capellonensis là một loài thực vật có hoa trong họ Lan. Loài này được B.Baumann & H.Baumann mô tả khoa học đầu tiên năm 1988.